# 国際連合安全保障理事会決議272
国際連合安全保障理事会決議272（こくさいれんごうあんぜんほしょうりじかいけつぎ272 英: United Nations Security Council Resolution 272）は、1969年10月23日に国際連合安全保障理事会において採択された決議。国際連合総会が第24会期の議題に国際司法裁判所の規約を改正する項目を含めていることに関して、規約の締結国であるが、国際連合に未加盟の国々の参加について、国際連合安全保障理事会が国際連合総会に対して勧告を行う権限を有し、勧告を行うことを決定した。
なお、国際連合安全保障理事会は国際連合未加盟国が加盟国同様に国際司法裁判所の規約改正の論議に参加することを認め、規約締結国の3分の2以上の賛成票で採択され、締結国が批准した場合のみに規約を発効する旨を勧告した。
本決議は無投票にて採択された。